# Episodi di Mystery in Paris
La prima stagione della serie televisiva Mystery in Paris, viene trasmesse in Francia su France 2 dal 10 giugno 2011.
In Italia, viene trasmessa su Fox Crime dal 12 luglio 2018.
| Episodi | Titolo originale         | Titolo italiano          | Prima TV Francia | Prima TV Italia |
| ------- | ------------------------ | ------------------------ | ---------------- | --------------- |
| 1       | Mystère au Moulin-Rouge  | Mistero al Moulin Rouge  | 10 giugno 2011   | 19 luglio 2018  |
| 2       | Mystère à la Tour Eiffel | Mistero alla Tour Eiffel | 4 gennaio 2017   | 12 luglio 2018  |
| 3       | Mystère à l'Opéra        | Mistero all'Opera        | 11 gennaio 2017  | 26 luglio 2018  |
| 4       | Mystère au Louvre        | Mistero al Louvre        | 27 dicembre 2017 | 9 agosto 2018   |
| 5       | Mystère place Vendôme    | Mistero in Place Vendôme | 3 gennaio 2018   | 2 agosto 2018   |
| 6       | Mystère à l'Élysée       | Mistero all'Eliseo       | 5 dicembre 2018  |                 |
| 7       | Mystère à la Sorbonne    | Mistero alla Sorbona     | 19 dicembre 2018 |                 |